# Viktor Svezhov
Viktor Vladimirovich Svezhov (tiếng Nga: Виктор Владимирович Свежов; sinh ngày 17 tháng 5 năm 1991) là một cầu thủ bóng đá người Nga. Anh thi đấu cho F.K. Baltika Kaliningrad.

## Sự nghiệp câu lạc bộ
Anh ra mắt chuyên nghiệp tại Giải bóng đá ngoại hạng Nga vào ngày 24 tháng 5 năm 2009 cho F.K. Dynamo Moskva trong trận đấu với F.K. Zenit St. Petersburg.